# جلو نیا (جو)
جلو نیا، جو یا دور بمان، جو (به انگلیسی: Stay Away, Joe) یک فیلم کمدی وسترن آمریکایی محصول ۱۹۶۸ با میان‌آهنگ‌های موزیکال است که الویس پرسلی، بورگس مریدیت، کتی هورادو، و جون بلوندل در آن بازی می‌کنند. این فیلم به کارگردانی پیتر تیوکسبری بر اساس رمان طنزی به همین نام نوشته دن کوشمن در سال ۱۹۵۳، ساخته شده‌است. این فیلم در سال ۱۹۶۸ در جدول باکس آفیس هفتگی ورایتی به رتبه ۶۵ رسید.

## بازیگران
- الویس پرسلی
- بورگس مریدیت
- جون بلوندل
- کتی هورادو
- توماس گومز
- هنری جونز
- ال. کیو. جونز
- کوئنتین دین